# Gianluca Maconi
Gianluca Maconi es un historietista italiano, nacido en Pordenone en 1977.

## Biografía
Gianluca Maconi estudió en el Istituto Statale d'Arte de Cordenons y la Academia de Bellas Artes de Venecia.
En 2004 ganó el Premio Pietro Miccia al mejor dibujante en el Torino Comics, con Le ombre della laguna, escrita por Iacopo Soldà. En solitario escribió El caso Pasolini (2005).
En 2007 participó en Fortezza Europa, un libro colectivo sobre la inmigración. Ganó también el Premio Boscarato a la mejor historieta breve con La casa di Alice con guion de Luca Vanzella.